# Claves de Razón Práctica
Claves de Razón Práctica fue una revista española de cultura, política y pensamiento publicada bimestralmente por el Grupo Prisa. La fundó Javier Pradera en 1990, y fue dirigida por Javier Pradera (hasta su fallecimiento) y el filósofo Fernando Savater (en solitario en su segunda época). En mayo de 2023, su editorial, Prisa, anunció la publicación del último número, el 288.

## Comité Editorial
La revista contó con un comité editorial formado por el académico, filósofo y poeta Félix de Azúa, el filósofo José Luis Pardo, los periodistas Joaquín Estefanía y José Ángel Rojo, y los editores y escritores Basilio Baltasar y Carlos García Gual. Hasta su fallecimiento, también formaron parte del comité editorial el historiador Santos Juliá y el crítico de arte Francisco Calvo Serraller.